# 월롱 나들목
월롱 나들목(Wollong IC)은 경기도 파주시 월롱면 위전리에 설치된 평택파주고속도로의 7번 나들목이다. 2020년 11월 7일에 개통되었다. 평택 방향 진입과 파주 방향 진출만 가능하다. 인근에 수도권 전철 경의·중앙선 월롱역 이 있다.

## 연혁
- 2015년 8월 7일 : 서울문산고속도로 신설을 위해 파주시 도시계획시설 교통광장에 월롱면 위전리 일원을 월롱 나들목으로 고시[1]
- 2020년 11월 7일 : 평택파주고속도로 서울 ~ 파주 구간 개통과 함께 통행 개시[2]

## 구조물 정보
- 위치 : 경기도 파주시 월롱면 위전리
- 영업소: 경기도 파주시 월롱면 수원문산고속도로 73

## 접속하는 도로
- 지방도 제360호선 (금월로)